# ガロマーロ
ガロマーロ (Galomaro) はギニアビサウ中部の町。バファタ州ガロマーロ区に位置し、ガロマーロ区の首府である。